# Severo-Kurilsky (huyện)
Huyện Severo-Kurilsky (tiếng Nga: ? райо́н) là một huyện hành chính tự quản (raion), của Tỉnh Sakhalin, Nga. Huyện có diện tích 3549 kilômét vuông, dân số thời điểm ngày 1 tháng 1 năm 2000 là 3800 người. Trung tâm của huyện đóng ở Severo-Kurilsk.